# スーパーダイスQ
『スーパーダイスQ』は、1980年3月3日から1984年3月30日までTBS系列局で放送されたランチタイムのクイズ&ゲーム番組である。『ベルトクイズQ&Q』をフルモデルチェンジしてスタート。放送時間は、月曜日から金曜日の正午からの20分間。司会は土居まさる。

## 概要
この番組は、対戦勝ち抜きクイズとサイコロゲームの2本立てで展開されていた。クイズの問題レベルは『Q&Q』（ミリオンステージの100万円の問題はかなりの難問だった）に比べてそれほどマニアックでも難易度が高いわけでもなく、新聞や百科事典に目を通せば分かる程度の比較的易しいものであった。『Q&Q』では知識のみが問われたが、この番組は知識と運が試された。
この時期のクイズ番組としては珍しく、出題担当やアシスタントはいなかった。出演は司会の土居のみで、土居が出題も行っていた。
昼の帯番組だが他局の裏番組のような生放送ではなく事前収録で、毎週金曜日にまとめ撮りしていた。

### 解答者席と観客席の配置
初期においてはスタジオ内の後方にのみ観客席があったが、末期ではスタジオ中ほぼ一杯に観客席が増えるようになった。そのため、末期では解答者席と観客が一緒に映るようになった。この頃、観客（日によっては挑戦者）がマイクを持ち一言コメントを発した後「スーパーダイスQ!」とタイトルコールをするところから番組を始めていたことがある（いわゆるアバンタイトル）。

### スポンサーについて
協賛スポンサーセールスは全国ネット共通スポンサーが｢P&G｣など3、4社程度と、各局独自のローカルスポンサーが数社（毎日放送(MBS)などの一部のネット局はオールスポットの場合もあった）の混合であった（番組中間と終盤最初の1 - 2社程度のCMがネットスポンサー、終盤の残りがローカルスポンサー）。

## 対戦勝ち抜きクイズ
基本的には前回の勝ち抜き者と挑戦者による1:1方式による対戦である。
初期・中期のシステムはアメリカのテレビ番組「ティック・タック・ドゥー」をベースに番組独自のアレンジをした「三目並べ」（いわゆる「○×ゲーム」で、早押し不要）形式のクイズ、末期は互いに設定した相手の番号を引かないようにしながら進めていく早押し形式のクイズである。
対戦中に鳩時計の音が鳴ると時間切れとなり、翌日に持ち越し。金曜日の放送では翌週月曜日に持ち越しとなる。

### 初期
勝ち抜き者は星（六芒星）のマークの席に、挑戦者は丸のマークの席に立つ。
クイズに入る前に挑戦者は電子ルーレットで先攻・後攻を決める。ルーレットは渦巻き状に並んだランプに星と丸が交互に描かれており、一番外のランプから内に向かって動く。ストップボタンは挑戦者が押し、ランプが止まったマークの解答者が先攻となる。ルーレットの終点に至るまでにボタンを押さないと終点にある星の描かれたランプに止まり、自動的に勝ち抜き者の先攻となる。
9枚のパネルにはそれぞれジャンルが書かれている。ジャンルは「文学」のような大きなものから「H」といった何が出るか分からないものまであり、対戦ごとに異なる。解答者が交互に、取ろうとする場所のジャンルを指定して問題に答える一問一答形式で、正解すればそのパネルに自分のマークが入る。
ただし、中央のパネルは他のパネルとは違って2問連続で出題され（例:「日本の首都は？」→「東京」→「その東京の現在の都知事は誰？」）、両方正解しなければ獲得できない（他のパネルは緑地に白でジャンルが書かれているが、中央のみ赤地。獲得したマークは青地に白）。その後、この赤いパネルは撤廃され、中央も1問正解で獲得できる通常のパネルとなった。
1列に3つ（縦、横、斜め）揃ってビンゴ状態になった解答者がそのゲームの勝ち抜けとなる。また、一方が残りのパネルをすべて埋めてもビンゴが成立する可能性がなくなった場合は、相手の判定勝ちとなる。
勝ち抜き賞金は1枚5000円×両者の獲得枚数。ただし、判定勝ちの場合は賞金無し。
パネルの配置が不利な場合（例えば、リーチをかけた状態で上がりのパネルに苦手なジャンルが入っている場合など）、解答者がシャッフルを行うこともできる（ジャンルの配置がランダムに入れ替わる）。

### 中期 （1980年9月放送分より）
ジャンルパネルに「JOKER」（赤地に白文字で表記）が加わった。また「シャッフル」は、解答者がジャンルを選ぶ前に毎回行われるようになった。勝ち抜き賞金額も変更され、パネルの枚数に関わらず一律3万円になった。
「JOKER」を選んだ場合、正解するとそのパネルを獲得し、続けてもう1問パネルを選んで解答することができる（そのため、一気にリーチをかけることが可能）。ただし、不正解の場合は相手に解答権が移り、正解すれば相手にそのパネルを獲得されてしまう（そのため、次のシャッフルの結果によっては相手に一気に勝ち抜けられてしまう）。なお、「JOKER」で出題される問題は特にジャンルは決められていなかった。いわゆる「ノンセクション」である。

### 末期（1982年あたり）
クイズ出題の前に、1 - 9の数字が書かれた9枚のパネルの中から両者が1枚ずつ「ノックアウトマーク」（ボクシンググローブをびっくり箱風にイラスト化したもの）を入れる（入力時に「ポッ」の音が入るが、区別をつけるため音程は高音と低音に分かれている）。クイズは早押し形式。お手つき・誤答の場合は相手側に解答権が移る。
正解が出た場合、正解できなかった解答者はパネルを1枚選択。開いたパネルにサイコロのマークが表示されていれば「セーフ」となり、再びクイズが出題される。「ノックアウトマーク」が表示された場合はその時点で即敗退となる。
「セーフ」を引く毎に、何枚引いたかの目印として解答席の小さな白いランプが１つずつ点灯していく。
両者不正解の場合は、両者の解答席の間にある「×マーク」が1つ点灯する（この状態を「×マークがプールされる」と呼ぶ）。プールされている場合、その後の問題に正解できなかった解答者はパネルを1枚+プールされた×マークの数だけ選ばなければならない（×マークはパネルが開いた段階で消灯する）。プールされる×マークは2つまでで、3問連続で正解が出なかった場合は両者敗退となる（ただし、概要でも触れているとおり問題の難易度は高くないため、両者敗退となるケースは稀だった）。
相手がどこにノックアウトマークを入れたかはわからないようになっているため、両者が同じパネルにマークを入れるケースもあり、その場合はノックアウトマークは1つだけとなる。どこにマークを入れたかは、土居にもわからないようになっていた。ただし、最初期と最末期ではノックアウトマークを入れた番号が視聴者向けにテロップ表示されていた。誤って自分がノックアウトマークを設定した番号を言ってしまって負ける解答者もいた。
解答者がパネルの番号を言った後、観客が手拍子をしながら「セーフ!!セーフ!!」あるいは「アウト!!アウト!!」のコールをかけるのがお約束だった。
勝ち抜き賞金は一律3万円。
問題は土居が読み上げ、問題と正解の書かれたカードは舞台裏から機械で土居の下に送り込まれてくる。舞台中央の小さなボックスからカードが飛び出す仕組みとなっており、カードが出る際にサイコロ模様のランプが点灯し、土居がカードを取り出すと消灯する。

## スーパーダイス（サイコロ）ゲーム
土居の「スーパーダイス、GO!!」のコールで始まり、ファンファーレと共にサイコロ台が登場する。クイズとは違うまさに運だけが頼りの勝負である。

### 基本ルール
当時アメリカで放送中だったテレビ番組「ハイ・ローラーズ」中期のクイズ対戦ルールをベースにしているが、ボーナスゲーム向けに大幅にアレンジされている。
収録スタジオの観客による「よいしょ〜っ!!」の掛け声と同時に手に持った大きなサイコロ2個を転がす。サイコロ台はベルトコンベア形式になっているため、転がし終えると直ちに挑戦者の前まで移動する仕組みになっている。
フランスが起源といわれるサイコロゲーム「シャット・ザ・ボックス」を範に取っている。サイコロ2つの出目の合計の数字を基にして、その数字と同じ数のパネル（1 - 9の9枚から1枚）、または合計が出目の合計と同じになる2枚のパネルを消していく。例えば出目の合計が8なら、8のパネル1枚か、合計が8となるような2枚のパネル（1と7、2と6など）を消すことができる。 消せるパネルがなくなったところでゲーム終了となり、消したパネルの数に応じた賞金が加算される。9枚のパネルを全部消してパーフェクトを完成させた場合はパネルがフラッシュして、獲得賞金に30万円が加算される。
ぞろ目が出た場合は、出目数の合計で消すことができない時にもう1回サイコロを振ることができる「振り直し権」が与えられる（番組中では「ダブル」と呼ばれた）。振り直し権は、ぞろ目が出た回数分与えられる。その際、シグナル音が流れ、サイコロ台の横にある穴から球状のオブジェが出てくる（出てくる穴は5カ所で、球の色は黄→青→緑→白→赤）。
稀にサイコロが台から飛び出して落下するケースがあったが、その場合はノーカウントとなり、土居が台の下から予備のサイコロを取り出して挑戦者に渡し、振り直しをする。
2個のサイコロを使う関係上、出目の合計は最低でも2になり、1だけが残った場合は消すことができないためその時点で終了。ただし、例えば1と5が残っている状態で5が出た場合、そのまま5を取ると1が残って終了となるが、ダブルの権利があれば本人の了承のもとに振り直しが可能。
勝ち抜き者は次の挑戦者と再び対戦勝ち抜きクイズで戦い、挑戦者に負かされるか、獲得賞金が100万円に到達するまで繰り返す。
パーフェクト達成の時には、番組開始当初は、ファンファーレと共に天井から大量の白・黄・赤・青色の紙吹雪が降り、スタッフがクラッカーを鳴らして祝福していたが、後期はクラッカーがなくなり、白の紙吹雪だけになった。
100万円達成（後述のウルトラ一発100万円である時も含む）の場合は、「おめでとう!!100万円獲得!!」および「￥1,000,000」のテロップが出ていた。通常のパーフェクトの時は、100万円とは別のファンファーレが流れていた（テロップ無し）。また小学生親子大会、中学生大会において、海外旅行当選となった場合も同じく「○○旅行　おめでとう!!」とのテロップがあった。
100万円到達時、または敗退時(賞金がある場合)、土居から賞金分の小切手（番組ロゴが入った線引小切手）が授与される。

### 初期
終了時に加算される賞金は以下の通り。
- 1 - 4枚：0円（加算なし）
- 5枚：1万円
- 6枚：3万円
- 7枚：6万円
- 8枚：9万円

勝ち抜きクイズでビンゴを成立させていた場合、そのラインが「ボーナスライン」と呼ばれ、ライン上のパネルをすべて消した場合は賞金1万円が加算される（パーフェクト達成のときは除く。また、消したパネルが3 - 4枚の場合でも、ボーナスライン成立時の賞金は有効）。数字は左から右方向に上段に1 - 3、中段に4 - 6、下段に7 - 9と並んでいるが、ゲーム開始時に数字はシャッフルされる（判定勝ちの場合はボーナスラインがないのでシャッフルもない）。

### 中期 - 末期
1980年9月放送分から対戦勝ち抜きクイズが変更されたことに伴い、ボーナスラインとゲーム開始時のシャッフルがなくなり、変わって「DONマーク」が登場した。賞金加算額も変更され、パネル1枚につき5千円が加算。ただし、DONマークの出し方によって変化する。
コーナーの開始時のファンファーレと共に、2枚の「DONマーク」が9枚のパネル内を超高速でフラッシュしながら移動する。ファンファーレが鳴りやむと「DONマーク」が2枚とも消え、9枚のパネルのどこかに隠れた状態となる。土居の「さぁ、DONマークが2枚隠れました」の台詞でゲームを開始するが、「DONマーク」が隠れた場所は土居にも分からず、以降のパネルの取り方次第で土居も驚くことが多かった。
基本的なゲームの進行およびパネルの消し方は初期ルールと同様。ただし、消したパネルに「DONマーク」が隠れていた場合は、そのパネルに「DONマーク」が表示され、警告音が鳴り始める。また、出した「DONマーク」とサイコロ台の赤いランプが点滅する。この状態で再度「DONマーク」が隠れたパネルを消す、即ち「DONマーク」を2枚連続で引き当ててしまった場合は「DONDON」と呼ばれ、爆発音と間の抜けたBGMが流れる。「DONDON」になるとゲームは強制終了で、賞金は0となり加算されない。代わりに残念賞として｢DONキャップ（別名・DONDON帽。夏季はDONバイザー=サンバイザー）｣が手渡された。ただし、7枚目までに「DONマーク」が出なかった場合は、残る8・9枚目の2枚連続で「DONマーク」を引き当てることになるが、この場合は特例として「DONDON」は適用されず、後述の「ウルトラ一発100万円」の権利が発生する。
1枚目の「DONマーク」が出た状態で「DONマーク」以外のパネルを消すと、警告音と点滅が止まる。その後、2枚目の「DONマーク」を2枚連続ではなく出した場合、賞金は倍額（パネル1枚につき1万円）となる。この「DONマーク」ルールのため、一度にパネルを2枚消す場合にはその順番も重要になった（例えば、DONマーク点灯時に8を出して、2→6の順で消す場合、6にDONマークが入っていればゲーム続行だが、2にDONマークが入っていた場合は「DONDON」となって終了）。そのゲーム中「DONDON」の可能性がなくなるまで、土居は必ず「どちらから消しますか?」と挑戦者に尋ねていた。
全てのパネルを消すことができれば、パーフェクトとなり賞金30万円を獲得。また7枚目まで「DONマーク」を出さず、残る8・9枚目の2枚連続で「DONマーク」を出してパーフェクトを達成した場合は「ウルトラ一発100万円」と称され、それまでの獲得賞金に関わらず100万円獲得（100万円までの不足賞金を加算）となる。

### 100万円が1日に2度も
放送が終了した1984年3月の放送回で、100万円が1日に2度も飛び出すと言う大記録が生まれた。まず前日からの勝ち抜け解答者がこの日、獲得賞金を100万円にまで積み上げ、その直後のクイズの勝者が｢ウルトラ一発100万円｣を決めて、こちらも100万円を獲得した。

### 最終回
番組は1984年3月30日に最終回を迎えた。そこで番組では、最後のスーパーダイス挑戦者に対し「ウルトラ一発」に関係なくパーフェクトを完成させた場合に100万円を贈るチャンスを与えたが、達成できなかった。その後、100万円獲得のハイライトを流しながら4年間の記録をテロップ表示し、エンディングでは、土居が出場者や視聴者への感謝の挨拶を述べて、4年間にわたる番組の歴史に幕を降ろした。

#### 4年間の番組データ
- 全放送回数：1051回
- 出場者数：3235人
- パーフェクト：291回
- 100万円獲得者：46人（うち28人は前期のルールあるいは積み上げによって獲得、18人は｢ウルトラ一発100万円｣で獲得）
- 海外旅行獲得者：100人（うちアメリカ西海岸は8人、ハワイは58人、グアムは34人）
- 賞金総額：2億4031万円

## 特別企画
毎年夏・冬・春休み期間中には「親子大会」「中学生大会」「大学生大会」が企画された。

### 親子大会
小学生を持つ親子を対象として行った。クイズの対戦は通常と同じ勝ち抜き制だった。
初期の頃は一般出場者同様、賞金制(最高金額100万円)だった。その後、点数制に変更。1人勝ち抜き毎に30点(ビンゴルールだった頃の判定勝ちは0点)が加算された。
点数制の頃のスーパーダイスゲームは、通常ルールの賞金獲得金額の1/1000が得点(パーフェクト完成で300点)となっていた。
点数制の頃は、勝ち抜きによる獲得点数が当初500点（後に300点）に達するか、勝ち抜きクイズで挑戦者に敗れるとその時点で終了。
当初は獲得点数によって下記旅行がプレゼントされた。後にハワイ旅行(300点)のみに変更された。
- 100点 沖縄旅行
- 200点 グァム島旅行
- 300点 ハワイ旅行
- 500点 アメリカ合衆国・ディズニーランド旅行

旅行の協賛企業(ブランド)は当初、日本交通公社（現・JTB）の｢ルック｣(海外)と｢エース｣(国内)だったが後に降板。その後は｢近畿日本ツーリスト｣の｢ホリデイ｣(海外)が協賛に付いたり、番組側が自費で旅行に招待したりしていた。

### 中学生大会
賞金制や勝ち抜き制では無く、一発勝負で行われた。
クイズの対戦は通常と同じだが、賞金に代って参加者の希望する賞品を指定した。
スーパーダイスゲームは通常のルールとは違って、サイコロを振ってパネルを消し、カタカナの文字と答えのヒントとなるVTRからそれを推理し、正解なら賞品獲得(パーフェクト完成者を除く)。
パーフェクト完成者には番組からグァム島旅行が贈られた。

### 大学生大会
勝ち抜き制ではない一発勝負だったが、クイズ方式や賞金の獲得は通常のルールと同じだった。

## ネット局
※系列は放送終了時点のもの。
| 放送対象地域   | 放送局         | 系列                   | 備考                                                          |
| -------------- | -------------- | ---------------------- | ------------------------------------------------------------- |
| 関東広域圏     | 東京放送       | TBS系列                | 制作局 現：TBSテレビ                                          |
| 北海道         | 北海道放送     | TBS系列                |                                                               |
| 青森県         | 青森テレビ     | TBS系列                |                                                               |
| 岩手県         | 岩手放送       | TBS系列                | 現：IBC岩手放送                                               |
| 宮城県         | 東北放送       | TBS系列                |                                                               |
| 福島県         | 福島テレビ     | フジテレビ系列         | 1983年9月30日打ち切り 1983年3月までTBS系列とのクロスネット局  |
| 福島県         | テレビユー福島 | TBS系列                | 1983年12月5日から 1983年11月22日から12月2日までは試験放送扱い |
| 山梨県         | テレビ山梨     | TBS系列                |                                                               |
| 新潟県         | 新潟放送       | TBS系列                |                                                               |
| 長野県         | 信越放送       | TBS系列                |                                                               |
| 静岡県         | 静岡放送       | TBS系列                |                                                               |
| 石川県         | 北陸放送       | TBS系列                |                                                               |
| 中京広域圏     | 中部日本放送   | TBS系列                | 現：CBCテレビ                                                 |
| 近畿広域圏     | 毎日放送       | TBS系列                |                                                               |
| 鳥取県・島根県 | 山陰放送       | TBS系列                |                                                               |
| 岡山県・香川県 | 山陽放送       | TBS系列                | 現：RSK山陽放送                                               |
| 広島県         | 中国放送       | TBS系列                |                                                               |
| 山口県         | テレビ山口     | TBS系列 フジテレビ系列 |                                                               |
| 高知県         | テレビ高知     | TBS系列                |                                                               |
| 福岡県         | RKB毎日放送    | TBS系列                |                                                               |
| 長崎県         | 長崎放送       | TBS系列                |                                                               |
| 熊本県         | 熊本放送       | TBS系列                |                                                               |
| 大分県         | 大分放送       | TBS系列                |                                                               |
| 宮崎県         | 宮崎放送       | TBS系列                |                                                               |
| 鹿児島県       | 南日本放送     | TBS系列                |                                                               |
| 沖縄県         | 琉球放送       | TBS系列                |                                                               |

## スタッフ
- 構成：河村達樹、福岡秀広、秋元康
- 問題作成：ペンギングループ、平松邦宏、波多野忠夫
- 音楽：小野崎孝輔
- ナレーション：菅原牧子（当時TBSアナウンサー。出場者入場時の紹介[注釈 4]とオープニングやエンディングの提供読みを担当。先述の「親子大会」では、ハワイ旅行の紹介ナレーションで｢アロ～ハァ！｣と可愛らしい声を出していた。）
- 協力：時空工房
- 美術デザイン：宮沢利昭
- 美術制作：金野寿雄、和田一郎
- ディレクター：斎藤薫
- プロデューサー：吉岡英機
- 制作：西村邦房
- 製作著作：TBS

字幕テロップは、ナール体が使用された。